# 4P/Faye
4P/Faye, komet Jupiterove obitelji. 
Otkrio ga je Hervé Faye studenoga 1843. u kraljevskoj zvjezdarnici u Parizu. Komet je zadnji put došao u perihel, tj. u najbliži prolazak pored Sunca 29. svibnja 2014., a sljedeći put po izračunima trebao bi proći 8. rujna 2021. godine.
Faye ga je prvi promatrao 23. studenoga, ali su loše vremenske prilike spriječile potvrdu do 25. studenoga. Bio je toliko blijed da je već bio prošao prošao mjesec dana prije nego što su ga otkrili, i tek je bliski prolazak pored Zemlje učinio ga dovoljno sjajećim za otkriće. Otto Wilhelm von Struve izvijestio je da je komet vidljiv golom oku koncem studenoga. Ostao je vidljiv manjim teleskopima sve do 10. siječnja 1844., a veliki su ga teleskopo mogli vidjeti sve do 10. travnja 1844. godine.
Godine 1844. Thomas James Henderson izračunao je da je komet kratkoperiodičan; do svibnja izračulnali su mu ophodno vrijeme od 7,43 godine. Urbain Le Verrier izračunao je pozicije za pojavu 1851. godine, predviđajući perihel travnja 1851. godine. Komet je pronašao blizu predviđena položaja 28. studenoga 1850. godine James Challis.